# THE THREE THEATER
『THE THREE THEATER』（ザ・スリーシアター）は、フジテレビ系列で放送されていた劇場型お笑いバラエティ番組で、『爆笑レッドカーペット』の兄妹番組。もともと深夜・ゴールデンタイム・プライムタイムで不定期に放送されていたが、2008年10月15日から2009年3月18日までは毎週水曜日 0:45 - 1:08（火曜深夜、JST）にレギュラー放送されていた。通称『スリーシアター』。2009年4月からは水曜22時台のゴールデンタイム・プライムタイムに進出して『爆笑レッドシアター』と番組名を変えて放送を継続されていた（2010年9月放送終了）。

## 概要
『爆笑レッドカーペット』常連出演芸人が毎回異なる番組が用意した3つのシチュエーションでコントネタを披露する番組。
深夜の時間帯で2回放送され好評だったため、2008年6月25日放送の『爆笑レッドカーペット 3時間満点大笑いSP』に内包されて番組初のゴールデンタイム・プライムタイムで放送、2008年8月23日（土曜日）には22:30 - 23:40に単独で2回目のゴールデンタイム・プライムタイムで放送されて、2008年10月15日からレギュラー化（ただし初回は1:05 - 1:28に放送された）されている。
芸人達はそれぞれ別の事務所に所属している。吉本興業から4組（しずる・ジャルジャル・はんにゃ・フルーツポンチ）、マセキ芸能社から2人（支配人の内村光良・狩野英孝）、ワタナベエンターテインメントからは2組（我が家・ロッチ）、太田プロダクションから1人（柳原可奈子）と、それぞれ各事務所から芸人9組16人が出演している。
オープニングでは「redcarpet presents」と表示され（レギュラー放送前の特番時には「Teruyoshi Uchimura presents」であった）、赤い物を身に付けた出演者の紹介と劇場支配人の内村の紹介へと移る。
また、元日特別番組（大晦日深夜）として2009年1月1日（木曜未明・水曜深夜）0:45 - 2:45に2時間の拡大版が放送された。

## 特番時代の放送日時
1. 2008年1月29日（ニューカマーズ枠）
2. 2008年5月13日（ニューカマーズ枠）
3. 2008年6月25日（爆笑レッドカーペット満点大笑いSPに内包） 22時台
4. 2008年8月23日 22:30 - 23:40[1]

## 出演者
劇場支配人（総合司会）
- 内村光良（ウッチャンナンチャン）

芸人（レギュラー）
- 柳原可奈子 - 赤いカチューシャと赤いマニキュア。一時期は赤いケータイを持っていた。
- はんにゃ（金田哲・川島章良） - 赤いリンゴを川島と金田の間に、はさんである。一時期は金田が赤いネクタイを頭に巻いていた。
- 我が家（坪倉由幸・杉山裕之・谷田部俊） - 坪倉が赤いマフラーを巻いている。一時期は杉山が赤いネジネジを首に巻いていた。
- しずる（村上純・池田一真） - 村上が赤いピーマンを持っている。
- ロッチ（中岡創一・コカドケンタロウ） - 中岡が赤いフチのメガネをかけている。
- 狩野英孝 - 赤いバラ。
- ジャルジャル（後藤淳平・福徳秀介） - 後藤が赤い時計を身につけている。
- フルーツポンチ（村上健志・亘健太郎） - 村上が赤いフチのサングラスを持っている。

過去の出演者
- 藤崎マーケット（藤原時・田崎佑一、特番時の第1回のみ）

## コーナー
本番組での主な構成は以下の通り。

### 出演者控室
レギュラー化以降のミニコーナー。内村と複数芸人によるミニコント（楽屋コント）が行われる。もっぱら、何かのキャラクターに扮した内村が芸人に絡んでいく形式である。主に、番組のオープニング前に行われている。但し、特別番組などの一部の放送回では逆に番組の最後に行われた。

### シチュエーションシアター
番組の柱となっているのは前述の通りシチュエーションコントである。特番では1つのシチュエーションに対して3組程度の芸人がコントを披露し、それを3シチュエーション分行う。レギュラー放送では1週あたり4組の芸人によるコントが行われるが、1シチュエーション分のみの放送となり、3週分で1つの区切り（1シーズン）としている。

### ワンフレーズシアター
特別番組第2回から、日替わりお題に一言で答える大喜利形式ミニコーナー「ワンフレーズシアター」も加わった。出されたお題に対し、次々と芸人が一言で回答を行う。レギュラー放送ではシチュエーションシアター終了後に行われている。稀に、コーナーを行わずそのままコント終了後の反省会へ進む場合もある。

### コント終了後の反省会（エンディング）
その週に行われたコントについてレギュラー芸人と内村光良が全員集まって反省会トークを行う。主にコントを披露したコンビに対して内村が「どうでしたか?」などと質問をし、コントの裏側話などを語る。レギュラー放送では、その放送回でコントを披露した芸人が前列、コントを披露してない芸人が後列に座っていた。

## レギュラー化以降の特別番組・特別構成
特別番組
- THE THREE THEATER お正月SP 2009年1月1日 0:45 - 2:45

通常の出場芸人や内村によるユニットコントに加え、スペシャルメンバーとして（アルコ&ピース 、少年少女、どきどきキャンプ 、チョコレートプラネット、鳥居みゆき、ななめ45°）がゲスト出演した。
- 爆笑レッドカーペットまさかの2周年満点祭内にて放送 2009年2月11日 21:00 - 22:48

2008年6月25日以来、レッドカーペットの途中で放送されるのは2度目である。
特別構成
- 2008年12月17日

シーズン1〜3の総集編。コント終了後の反省会SPと題され、これまでレギュラー化以降に放送された36本のコントから数本を、トークを交えながら採り上げた。
- 2009年3月11日（我が家×柳原可奈子＠レストラン、体育倉庫×フルーツポンチ、ニューヨーク×ジャルジャル、路上詩人＠ハワイ）
- 2009年3月18日（劇団ジョセフィーヌ＠体育館、ファミレス×柳原可奈子、クリスマスツリー×しずる、交番×狩野英孝）

2週にわたって総集編と題し、それぞれ4本ずつこれまでの18シチュエーション、72コントの中から採り上げた。

## ゲスト一覧

### 単発時代
| 放送日  | ゲスト       | ゲスト       | ゲスト     | ゲスト     | 備考                                         |
| ------- | ------------ | ------------ | ---------- | ---------- | -------------------------------------------- |
| 1月29日 | 佐藤めぐみ   | 和田正人     | 山本梓     | -          |                                              |
| 5月13日 | 金子貴俊     | 関根麻里     | 臼田あさ美 | -          |                                              |
| 6月25日 | 今田耕司     | 高橋克実     | 中村仁美   | -          | 『爆笑レッドカーペット満点大笑いSP』内で放送 |
| 8月23日 | 高橋ジョージ | えなりかずき | 藤本美貴   | 大沢あかね |                                              |

### レギュラー化以降
| シーズン | 放送日   | ゲスト     | ゲスト     | ゲスト                                                | 備考     |
| -------- | -------- | ---------- | ---------- | ----------------------------------------------------- | -------- |
| 1st      | 10月15日 | 勝俣州和   | 眞鍋かをり | 里田まい                                              |          |
| 1st      | 10月22日 | 勝俣州和   | 眞鍋かをり | 里田まい                                              |          |
| 1st      | 10月29日 | 勝俣州和   | 眞鍋かをり | 里田まい                                              |          |
| 2nd      | 11月5日  | 矢口真里   | 鈴木浩介   | さとう里香                                            |          |
| 2nd      | 11月12日 | 矢口真里   | 鈴木浩介   | さとう里香                                            |          |
| 2nd      | 11月19日 | 矢口真里   | 鈴木浩介   | さとう里香                                            |          |
| 3rd      | 11月26日 | 千秋       | 城崎仁     | 長谷部瞳                                              |          |
| 3rd      | 12月3日  | 千秋       | 城崎仁     | 長谷部瞳                                              |          |
| 3rd      | 12月10日 | 千秋       | 城崎仁     | 長谷部瞳                                              |          |
| SP       | 1月1日   | つるの剛士 | スザンヌ   | 木下あゆ美                                            | お正月SP |
| 4th      | 1月7日   | 袴田吉彦   | 佐藤めぐみ | 原幹恵                                                |          |
| 4th      | 1月14日  | 袴田吉彦   | 佐藤めぐみ | 原幹恵                                                |          |
| 4th      | 1月21日  | 袴田吉彦   | 佐藤めぐみ | 原幹恵                                                |          |
| 5th      | 1月28日  | 清水ミチコ | ユージ     | 福田萌                                                |          |
| 5th      | 2月4日   | 清水ミチコ | ユージ     | 福田萌                                                |          |
| 5th      | 2月11日  | 清水ミチコ | ユージ     | 福田萌                                                |          |
| SP       | 今田耕司 | 高橋克実   | 中村仁美   | 『爆笑レッドカーペットまさかの2周年満点祭』内での放送 |          |
| 6th      | 2月18日  | 関根勤     | SHELLY     | 益若つばさ                                            |          |
| 6th      | 2月25日  | 関根勤     | SHELLY     | 益若つばさ                                            |          |
| 6th      | 3月4日   | 関根勤     | SHELLY     | 益若つばさ                                            |          |

## ネット局と放送時間
| 放送対象地域   | 放送局                    | 系列                        | 放送日時                 | 備考                 |
| -------------- | ------------------------- | --------------------------- | ------------------------ | -------------------- |
| 関東広域圏     | フジテレビ（CX）          | フジテレビ系列              | 火曜 24時45分 - 25時08分 | 制作局               |
| 岩手県         | 岩手めんこいテレビ（mit） | フジテレビ系列              | 火曜 24時45分 - 25時08分 | 同時ネット           |
| 宮城県         | 仙台放送（OX）            | フジテレビ系列              | 火曜 24時45分 - 25時08分 | 同時ネット           |
| 北海道         | 北海道文化放送（uhb）     | フジテレビ系列              | 火曜 24時40分 - 25時05分 | 7日遅れ              |
| 山形県         | さくらんぼテレビ（SAY）   | フジテレビ系列              | 日曜 14時35分 - 15時00分 | 47日遅れ             |
| 新潟県         | 新潟総合テレビ（NST）     | フジテレビ系列              | 火曜 24時35分 - 24時58分 | 7日遅れ              |
| 長野県         | 長野放送（NBS）           | フジテレビ系列              | 火曜 24時35分 - 24時58分 | 7日遅れ              |
| 富山県         | 富山テレビ（BBT）         | フジテレビ系列              | 土曜 25時10分 - 25時35分 | 25日遅れ             |
| 石川県         | 石川テレビ（ITC）         | フジテレビ系列              | 火曜 15時00分 - 15時25分 | 21日遅れ             |
| 福井県         | 福井テレビ（FTB）         | フジテレビ系列              | 月曜 24時40分 - 25時05分 | 20日遅れ             |
| 中京広域圏     | 東海テレビ（THK）         | フジテレビ系列              | 水曜 24時35分 - 25時00分 | 36日遅れ             |
| 近畿広域圏     | 関西テレビ（KTV）         | フジテレビ系列              | 木曜 25時05分 - 25時29分 | 9日遅れ              |
| 岡山県・香川県 | 岡山放送（OHK）           | フジテレビ系列              | 土曜 25時05分 - 25時30分 | 18日遅れ             |
| 愛媛県         | テレビ愛媛 (EBC)          | フジテレビ系列              | 月曜 24時50分 - 25時15分 |                      |
| 広島県         | テレビ新広島（TSS）       | フジテレビ系列              | 水曜 24時35分 - 25時00分 | 15日遅れ             |
| 福岡県         | テレビ西日本（TNC）       | フジテレビ系列              | 木曜 24時35分 - 25時00分 | 9日遅れ              |
| 佐賀県         | サガテレビ（STS）         | フジテレビ系列              | 火曜 24時35分 - 25時00分 | 7日遅れ              |
| 長崎県         | テレビ長崎（KTN）         | フジテレビ系列              | 水曜 25時45分 - 25時15分 |                      |
| 熊本県         | テレビ熊本（TKU）         | フジテレビ系列              | 土曜 25時35分 - 26時00分 | 39日遅れ             |
| 大分県         | テレビ大分（TOS）         | フジテレビ・ 日本テレビ系列 | 火曜 25時29分 - 25時54分 | 14日遅れ             |
| 青森県         | 青森テレビ（ATV）         | TBS系列                     | 水曜 25時14分 - 25時39分 | 22日遅れ             |
| 山口県         | テレビ山口(tys)           | TBS系列                     | 土曜 10時23分 - 10時45分 | 2009年4月～9月に放送 |